# Vincent Placoly
Vincent Placoly, né le 21 janvier 1946 au Marin en Martinique et mort le 6 janvier 1992 à  Fort-de-France, est un écrivain et militant politique martiniquais. Il défend surtout l'ancrage américain de la Martinique. Nationaliste, il est aussi l'un des fondateurs du Groupe révolution socialiste.

## Biographie
Vincent Placoly est né au Marin dans une famille d’instituteurs au début de l’année 1946,. Il accomplit ses études secondaires au lycée Schœlcher de Fort-de-France où il rencontre celui qui sera son mentor pendant de longues années, René Ménil. Il fait ensuite une khâgne au lycée Louis-le-Grand puis des études de lettres à la Sorbonne, où il obtient une maîtrise. Il revient ensuite en Martinique où il enseigne dans divers établissements, notamment à l'École normale.
En 1972, il fonde avec d'autres le Groupe révolution socialiste, section martiniquaise de la Quatrième Internationale, demandant l'indépendance de la Martinique. Il devient au même moment un écrivain reconnu avec ses premiers romans : La vie et la mort de Marcel Gonstran en 1971 et L'eau de mort guildive en 1973. En 1991, il reçoit pour Une journée torride le prix Frantz Fanon.
Il meurt le 6 janvier 1992 à Fort-de-France, à 46 ans.

## Œuvres
- La vie et la mort de Marcel Gonstran, Paris, Denoël, 1971, 181 p. Réédition : Caen, Passage(s), 2016. 148 p.
- L'eau-de-mort guildive, Paris, Denoël, 1973, 228 p. Réédition : Caen, Passage(s), 2018. 196 p.
- Dessalines ou la passion de l'indépendance, La Havane, Ediciones casa de las Americas, 1983, 96 p.
- Frères volcans : chronique de l'abolition de l'esclavage, Paris, Éditions la Brèche, 1983, 126 p. (ISBN 2-902524-27-7) Réédition : Caen, Passage(s), 2017. 148 p.
- Don Juan : comédie en 3 actes, Fort-de-France, Hatier-Antilles : Agence de coopération culturelle et technique, 1984, 58 p. (ISBN 2-218-07054-5)
- Dessalines, Case-Pilote, l'Autre mer, 1994, 87 p. (ISBN 2-84073-003-0)
- Une journée torride, Paris, La Brêche, 1991 - Prix Frantz Fanon[3].